# Massimiliano De Giovanni
Massimiliano De Giovanni (Bologna, 7 agosto 1970) è un fumettista e saggista italiano.

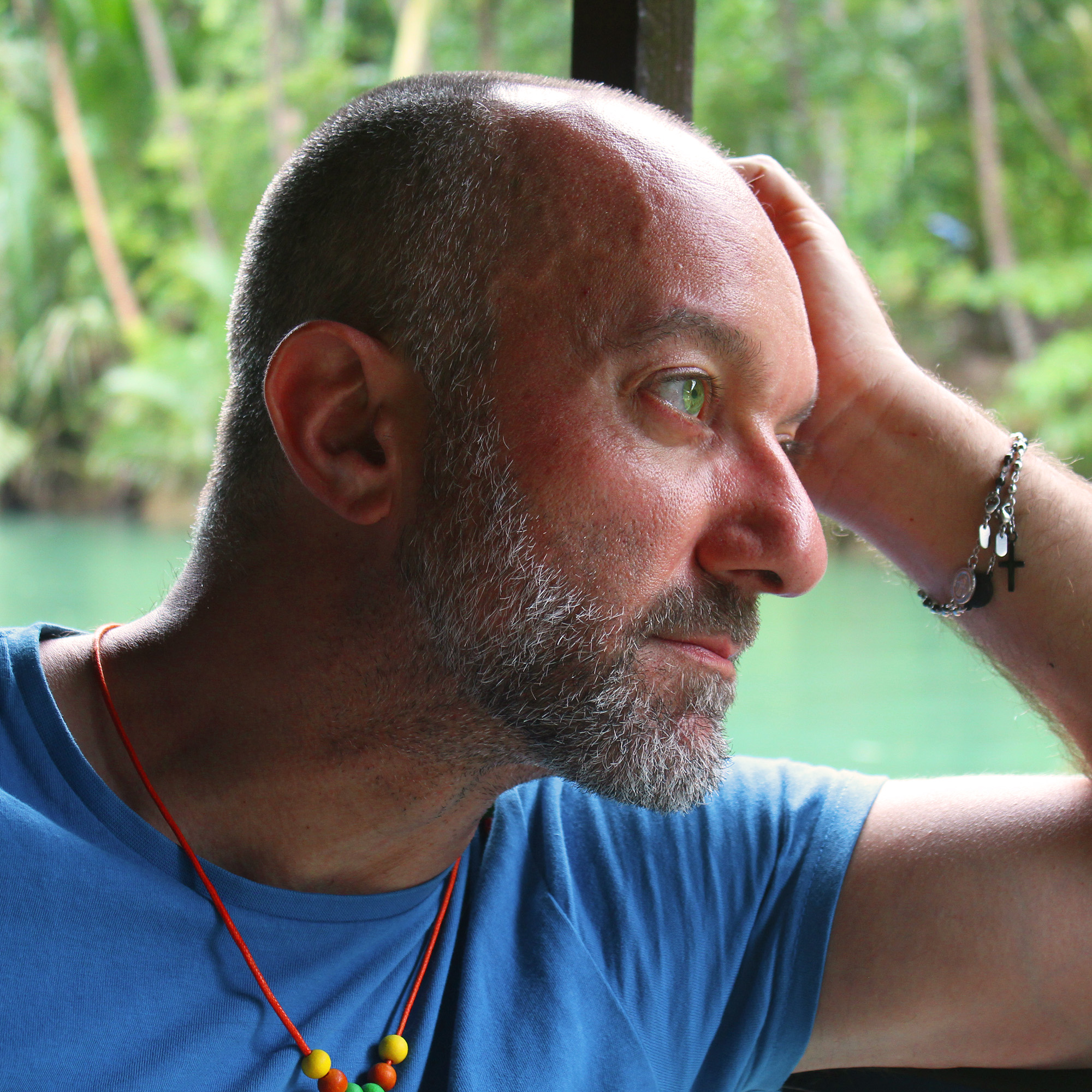
Massimiliano De Giovanni

Il suo esordio come sceneggiatore avviene nel 1994 sulla rivista Kappa Magazine con una breve storia di Lupin III intitolata Alis Plaudo, disegnata dal maestro giapponese Monkey Punch e scritta in collaborazione con Andrea Baricordi, Andrea Pietroni e Barbara Rossi.
Un anno più tardi scrive per l’autrice giapponese Keiko Ichiguchi l'episodio a fumetti Camera 57 – Il libro, pubblicato da Edizioni Star Comics nel volume Oltre la porta, che può essere considerato come il primo vero "manga italiano".
La collaborazione con Edizioni Star Comics lo porta a progettare insieme agli altri Kappa boys e alcuni autori italiani la miniserie Mondo Naif, sulla quale pubblica i primi episodi di Gente di notte, disegnati da Andrea Accardi, e a scrivere l’episodio Tokyo Blues, disegnato da Giampietro Costa, per il mensile Lazarus Ledd.
È stato il primo autore italiano a parlare apertamente di omosessualità in un graphic novel: tra i suoi libri a tematica LGBT ricordiamo The Fag Hag (Kappa Edizioni, disegni di Giulio Macaione), Matteo e Enrico – L'integrale (Kappalab, disegni di Andrea Accardi) e Le semplici cose (Feltrinelli, disegni di Andrea Accardi). Sempre su questo tema, ha curato l'edizione italiana di Vicini vicini.
Le sue storie della serie Lupin III Millennium, Nella camera a gas e Nei panni di Zazà, prodotte da Kappa Edizioni, sono state ristampate da Arnoldo Mondadori Editore nella raccolta Pupe, yen e pallottole, e nei Classici del fumetto: serie oro del quotidiano La Repubblica.
Come saggista ha pubblicato insieme agli altri Kappa boys il volume Anime, guida al cinema d’animazione giapponese (1991, Granata Press), gli activity book Dragon Ball Z (Giunti Junior) e Dragon Ball GT (Giunti Junior), Scrivere a fumetti – Manuale di scrittura creativa e narrazione per immagini (Kappalab), In Giappone con gli anime (Kappalab) e Yokai negli anime e dove trovarli (Kappalab).
Ha inoltre coordinato il magazine a fumetti di Huntik per Rainbow / Tridimensional, scrivendo l'intero apparato redazionale.
Dal 2005 ha insegnato "Scrittura creativa e narrazione per immagini I" all'Accademia di Belle Arti di Bologna. I suoi fumetti sono stati tradotti in Francia, Belgio e Spagna.
Il 2021 segna per l'autore l'esordio alla narrativa grazie al racconto I sogni non si decidono (pubblicato sull'antologia Queerfobia, D Editore) e al romanzo Torneranno gli sguardi (Kappalab).
È stato titolare del ristorante Sushi Café Kappa e ha firmato i ricettari In cucina con gli anime giapponesi (Kappalab) e In cucina con gli anime dello Studio Ghibli (Kappalab, con Barbara Rossi).